# D122 (Hérault)
De D122 is een departementale weg in het Franse departement Hérault.
In Saint-Martin-de-Londres is de D122 naar het westen voor een deel een eenrichtingsweg. Als men van Aniane of Causse-de-la-Selle richting Saint-Mathieu-de-Tréviers wil rijden, moet men de D122e6 nemen. Deze situatie is ontstaan met de aanleg van de D986 om Saint-Martin-de-Londres heen.
Voorbij Mas-de-Londres lift de D122 een klein stukje mee op de D1.